# Vasile Til Blidaru
Vasile Til Blidaru (n. 1949) este un tehnician geodez și epigramist român.